# Clip de papers

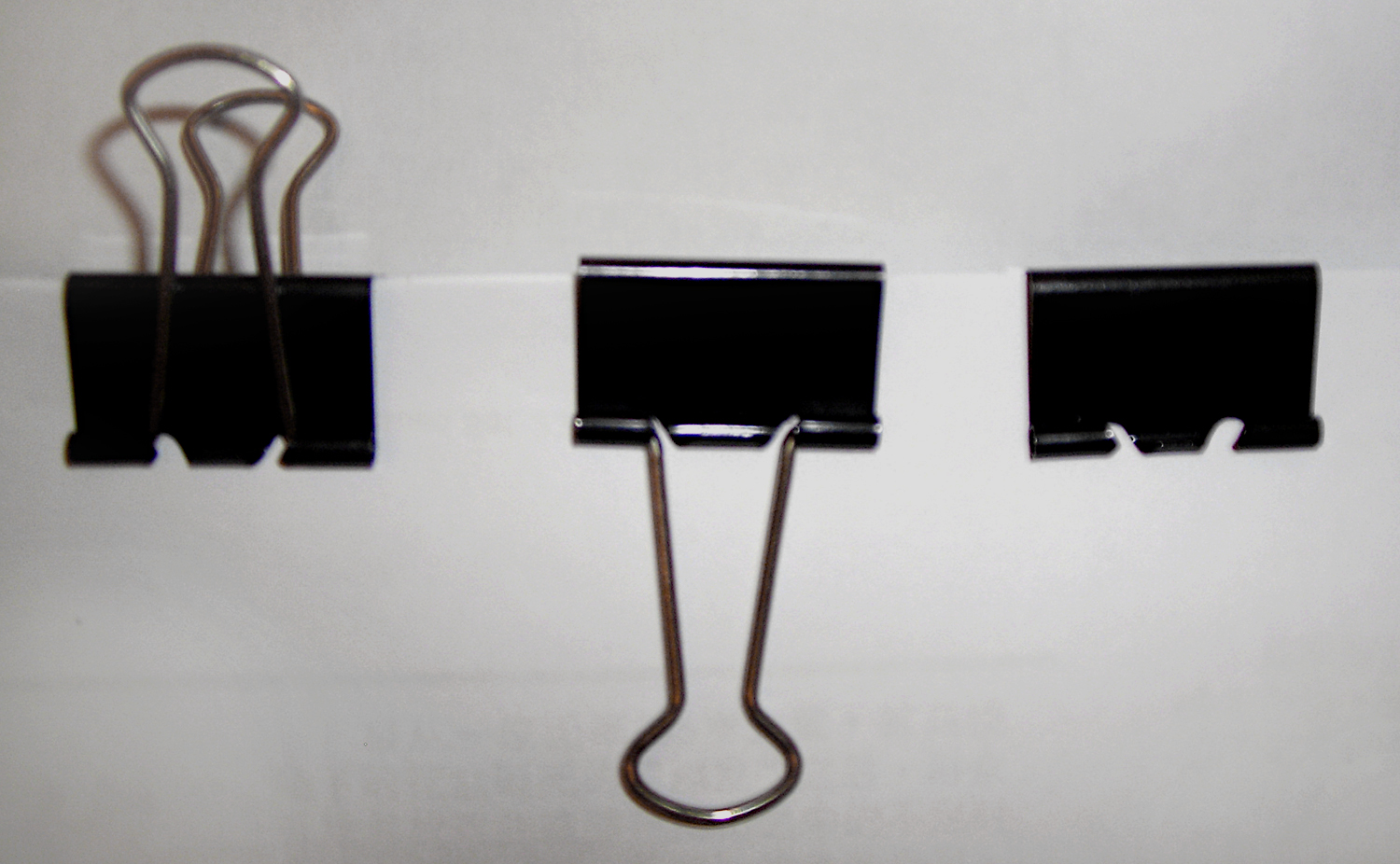
Tres clip de dossiers amb les seves diferents posicions d'ús. Noteu que les agafadors poden ser trets perquè el clip té força permanent.

Un  clip de papers  o pinçafulls (també anomenat pel seu nom original en anglès, Binder clip), és un dispositiu simple que serveix per estrènyer des d'unes poques fins a moltes fulles de paper. Aquest deixa el paper intacte i pot treure ràpida i fàcilment, a diferència de la grapa.
Els clip de papers es construeixen amb una tira de xapa d'acer inoxidable plegada amb la forma d'un triangle isòsceles amb un bucle en els extrems. La tensió al llarg de la base del triangle força als dos costats a estar tancats, i els bucles prevenen que les vores tallants d'acer danyin el paper. Els bucles també serveixen per mantenir les dues peces de filferro rígid en el seu lloc, que fan de nansa i permetre que s'obri el fermall. Comparat amb un clip de paper, el fermall agafa-papers és capaç de prémer els fulls de paper d'una forma més segura, i a més és resistent a la corrosió.
Hi ha una varietat de mides de fermalls agafa-papers, des de la base d'una mida de 9 mm fins a 50 mm. És habitual que la porció de xapa d'acer estigui pintada de negre, amb els mànecs cromats, encara que també hi ha disponibles una varietat d'esquemes de colors decoratius. La part de xapa d'acer generalment està construïda en acer inoxidable, però també pot estar banyada en níquel, argent o or.

## Història
El clip de papers va ser inventat a 1911 per Louis E. Baltzley a Washington. Per aquell temps, el mètode per estrènyer els papers junts consistia a fer perforacions passants i cosir, de manera que afegir o treure un sol full era molt laboriós. Baltzley va inventar el fermall agafa-papers per ajudar el seu pare, Edwin Baltzley un escriptor i inventor, a mantenir els seus manuscrits junts fàcilment. Mentre que el disseny original ha canviat cinc vegades, el mecanisme bàsic segueix sent principalment el mateix.